# Paul Wanner
Paul Wanner (Dornbirn, 23 december 2005) is een Oostenrijks-Duits voetballer die doorgaans als middenvelder speelt. Hij stroomde in 2023 door vanuit de jeugd van Bayern München.

## Clubcarrière
Wanner verruilde in 2018 de jeugdopleiding van FV Ravensburg voor die van Bayern München. In het seizoen 2021/22 speelde hij met de –19 van Bayern München drie groepswedstrijden in de UEFA Youth League.  
In januari 2022 kreeg Julian Nagelsmann, de trainer van het eerste elftal van Bayern München, te kampen met een groot aantal coronabesmettingen in zijn selectie. Een dag voor een competitiewedstrijd kon hij op slechts negen kernspelers rekenen voor de training, waaronder de met zijn rug sukkelende Niklas Süle. Wanner werd in de selectie opgenomen en viel in de 75e minuut in. De Duitser verpulderde bij zijn debuut een clubrecord: hij was immers pas 16 jaar en 15 dagen oud, terwijl Jamal Musiala bij zijn debuut in 2020 17 jaar en 115 dagen oud was.  Slechts een speler was ooit jonger bij zijn Bundesliga-debuut, namelijk Youssoufa Moukoko (16 jaar en 1 dag op 21 november 2020). Bayern München verloor de wedstrijd uiteindelijk met 1–2.
Wanneer speelde in 2022 en 2023 een handvol wedstrijden voor zowel het eerste als het tweede team van Bayern München. De club verhuurde hem gedurende het seizoen 2023/24 vervolgens aan SV Elversberg. Hiervoor kwam hij dat jaar 28 keer uit in de 2. Bundesliga, waarin hij zes keer scoorde. Het seizoen daarop verhuurde Bayern München Wanner aan 1. FC Heidenheim.

## Clubstatistieken
| Seizoen         | Club              | Land               | Competitie          | Competitie | Competitie | Beker | Beker | Supercup | Supercup | Europees | Europees | Totaal | Totaal |
| Seizoen         | Club              | Land               | Competitie          | Wed.       | Dlp.       | Wed.  | Dlp.  | Wed.     | Dlp.     | Wed.     | Dlp.     | Wed.   | Dlp.   |
| --------------- | ----------------- | ------------------ | ------------------- | ---------- | ---------- | ----- | ----- | -------- | -------- | -------- | -------- | ------ | ------ |
| 2021/22         | Bayern München    | Vlag van Duitsland | Bundesliga          | 4          | 0          | 0     | 0     | 0        | 0        | 0        | 0        | 4      | 0      |
| 2022/23         | Bayern München    | Vlag van Duitsland | Bundesliga          | 2          | 0          | 0     | 0     | 0        | 0        | 2        | 0        | 4      | 0      |
| 2022/23         | Bayern München II | Vlag van Duitsland | Regionalliga Bayern | 5          | 0          | —     | —     | —        | —        | —        | —        | 5      | 0      |
| 2023/24         | Bayern München II | Vlag van Duitsland | Regionalliga Bayern | 3          | 1          | —     | —     | —        | —        | —        | —        | 3      | 1      |
| 2023/24         | → SV Elversberg   | Vlag van Duitsland | 2. Bundesliga       | 28         | 6          | 0     | 0     | 0        | 0        | —        | —        | 28     | 6      |
| Carrière totaal | Carrière totaal   | Carrière totaal    | Carrière totaal     | 42         | 7          | 0     | 0     | 0        | 0        | 2        | 0        | 44     | 7      |

Bijgewerkt op 2 juni 2024.

## Interlandcarrière
Wanner maakte op 6 augustus 2021 zijn debuut voor Duitsland –17 in een vriendschappelijke interland tegen Polen, die Duitsland met 10-1 won. Hij maakte zijn eerste doelpunt voor de Duitse –17 in een EK-kwalificatiewedstrijd tegen San Marino, die Duitsland met 11-0 won.